# Introspective
 (juillet 2013).
Si vous disposez d'ouvrages ou d'articles de référence ou si vous connaissez des sites web de qualité traitant du thème abordé ici, merci de compléter l'article en donnant les références utiles à sa vérifiabilité et en les liant à la section « Notes et références ».
Albums de Pet Shop Boys
Actually
(7 septembre 1987) Behaviour
(22 octobre 1990)
Singles
1. Always on My Mind
Sortie : 30 novembre 1987
2. Domino Dancing
Sortie : 12 septembre 1988
3. Left to My Own Devices
Sortie : 14 novembre 1988
4. It's Alright
Sortie : 26 juin 1989

Introspective est le troisième album studio du groupe Pet Shop Boys édité le 11 octobre 1988 et vendu à près de cinq millions d'exemplaires[réf. nécessaire]. Il contient les titres Left to My Own Devices, Domino Dancing, Always on My Mind et It's Alright. Il a été réédité en 2001 sous le nom de Introspective/Further Listening. Une nouvelle version remasterisée a été publiée en 2009.

## Titres
| No | Titre                           | Auteur                                                                             | Durée |
| -- | ------------------------------- | ---------------------------------------------------------------------------------- | ----- |
| 1. | Left to My Own Devices          | Neil Tennant / Chris Lowe                                                          | 8:16  |
| 2. | I Want a Dog                    | Neil Tennant / Chris Lowe                                                          | 6:15  |
| 3. | Domino Dancing                  | Neil Tennant / Chris Lowe                                                          | 7:40  |
| 4. | I'm Not Scared                  | Neil Tennant / Chris Lowe                                                          | 7:23  |
| 5. | Always on My Mind / In My House | Johnny Christopher / Mark James/ Wayne Carson Thompson / Neil Tennant / Chris Lowe | 9:05  |
| 6. | It's Alright                    | Sterling Void                                                                      | 9:24  |